# 帝汶蟲鰻
帝汶蟲鰻為輻鰭魚綱鰻鱺目糯鰻亞目蛇鰻科的其中一種，分布於太平洋區，從帝汶島至薩摩亞群島海域，體長可達13.5公分，棲息在底層水域，屬肉食性，生活習性不明。

## 擴展閱讀
維基物種上的相關：帝汶蟲鰻